# Marcin Sendecki
Marcin Sendecki (ur. 27 listopada 1967 w Gdańsku) – polski poeta, dziennikarz, krytyk literacki.

## Życiorys
Urodzony w Gdańsku, w 1968 wraz z rodziną zamieszkał w Tomaszowie Lubelskim. W latach 1986–1990 studiował w Akademii Medycznej w Warszawie (studia nieukończone), a w latach 1990–1995 w Instytucie Socjologii Uniwersytetu Warszawskiego (uzyskał magisterium).
Debiutował w 1992 tomem Z wysokości. W latach 80. i 90. związany z pismem brulion. Pracował także w dziale kultury tygodnika „Przekrój”.
Opublikował kilka tomów wierszy, wraz z Marcinem Świetlickim i Marcinem Baranem zredagował w 1997 antologię Długie pożegnanie. Tribute to Raymond Chandler. Zredagował również antologię Pogoda ziemi. Wiersze polskie po 1918 roku wydaną w 2010.
Za tomy Trap, 22, Pół i Farsz był nominowany (odpowiednio w roku 2009, 2010, 2011 i 2012) do Wrocławskiej Nagrody Poetyckiej Silesius. Za Farsz otrzymał również nominację do Nagrody Literackiej Gdynia 2012. W 2015 otrzymał Wrocławską Nagrodę Poetycką Silesius w kategorii „książka roku” za tom Przedmiar robót. Za tom W otrzymał Nagrodę Miesięcznika Odra (2016) oraz Nagrodę im. Wisławy Szymborskiej (2017). Laureat Wrocławskiej Nagrody Poetyckiej „Silesius” 2022 za całokształt twórczości.
Mieszka w Warszawie. Żoną poety jest Karolina Felberg-Sendecka, badaczka literatury.

## Publikacje
- Z wysokości, Kraków-Warszawa brulion 1992
- Książeczka do malowania, Legnica 1997 (arkusz)
- Parzellen, Mainz 1997
- Muzeum sztandarów ruchu ludowego, Legnica 1998
- Parcele, Kraków-Warszawa, biblioteka 1998
- Parcelas, Lizbona 2001
- Opisy przyrody, Legnica Biuro Literackie 2002
- Szkoci dół, Kraków a5 2002
- Z wysokości. Parcele, Wrocław Biuro Literackie 2006
- Trap, Wrocław Biuro Literackie 2008
- 22, Poznań WBPiCAK 2009
- Pół, Wrocław Biuro Literackie 2010
- Farsz, Wrocław Biuro Literackie 2011
- Błam, Wrocław Biuro Literackie 2012 (wiersze zebrane)
- Przedmiar robót, Wrocław Biuro Literackie 2014
- Pamiątka z celulozy, Poznań WBPiCAK 2014
- Lamety, Wrocław Biuro Literackie 2015
- W, Wrocław Biuro Literackie 2016
- Do stu, WBPiCAK 2020